# Pak Chol-ryong
Pak Chol-ryong (ur. 3 listopada 1988 w Pjongjangu) – koreański piłkarz grający na pozycji obrońcy.